# Seznam neizdanih pesmi Britney Spears
Britney Spears je ameriška glasbenica. Napisala in posnela je tudi nekaj del, ki uradno niso nikoli izšla. Naslovi na tem seznamu so naslovi registriranih pesmi, ki komercialno in promocijsko niso izšle, vendar so njihovi posnetki pritegnili pozornost medijev, ali pa jih je potrdila Britney Spears sama. Veliko pesmi pop pevke je bilo registriranih, največkrat s strani njenega podjetja, Britney Spears Music, potrdili pa so jih celo strokovni organi, kot so United States Copyright Office, Broadcast Music Incorporated (BMI) in American Society of Composers, Authors and Publishers (ASCAP). Večino neizdanih singlov so nameravali izdati preko njenih albumov Britney (2001), Blackout (2007) in Circus (2008). Zaradi neznanih razlogov so pesmi nazadnje zavrnili in so ostale neizdane.
Gradivo pop pevke vključuje pesmi, za katere je Britney Spears posnela demo posnetke, od katerih so pri sodelovanju nekaterih sodelovali glasbeniki, kot sta Justin Timberlake in Lady Gaga. Leta 1997 je posnela pesem »Today«, na začetku namenjeno Toni Braxton. Odlomke pesmi »Rebellion« in »For My Sister« so leta 2006 izdali preko uradne spletne strani Britney Spears. Sodelovala je pri pisanju in posnela pesmi, ki so jih nazadnje izdali glasbeniki, kot sta njena sestra Jamie Lynn Spears in korejska pevka BoA. Mnoge pesmi so izšle preko interneta, vendar jih nazadnje niso izdali tudi uradno. V letu 2010 so določene pesmi, ki so jih naložili preko interneta, kot so »Am I a Sinner«, »Mad Love«, »When I Say So« in »Telephone«, ki jo je že pred tem posnela in izdala Lady Gaga, pritegnile veliko pozornosti.

## Legenda
| †  | Označuje pesmi, ki jih je registriralo podjetje Broadcast Music Incorporated (BMI)                            |
| ‡  | Označuje pesmi, ki jih je registriralo podjetje American Society of Composers, Authors and Publishers (ASCAP) |
| †‡ | Označuje pesmi, ki sta jih registrirali podjetji BMI in ASCAP                                                 |
| *  | Označuje pesmi, ki jih je potrdila pevka ali njeni producenti                                                 |
| ‡* | Označuje pesmi, ki jih je registriralo podjetje ASCAP in so jih potrdili njeni producenti                     |

## Pesmi
| Pesem                       | Tekstopisec(i)                                                                                   | Opombe |
| --------------------------- | ------------------------------------------------------------------------------------------------ | --- |
| »Abroad«†                   | Marcella Araica Danja Ezekiel Lewis Balewa Muhammad Candice Nelson Patrick M. Smith              | - Objavili podjetji Christopher Matthew Music in Hitco Music |
| »All That She Wants«        | Jonas Berggren Ulf Ekberg                                                                        | - Objavljeno 24. januarja 2008 |
| »Am I a Sinner«             | Nepoznano                                                                                        | - Objavljeno 29. junija 2010 |
| »Baby Can't You See«*       | Nepoznano                                                                                        | - Nameravali izdati preko albuma Britney (2001), vendar ga nazadnje niso vključili nanj - Prva balada, ki so jo producirali The Neptunes. |
| »Bring Me Home«*            | Neznano                                                                                          | - Nameravali izdati preko albuma Britney (2001), vendar ga nazadnje niso vključili nanj |
| »Can Caper«‡                | Samuel Paul Godin                                                                                | - Naj bi bila uvodna pesem za reklamo za Pepsi z Britney Spears - Objavilo podjetje Audile Productions |
| »Downtown«†                 | Kara DioGuardi J. R. Rotem                                                                       | - Objavili podjetji Bug Music in Southside Independent Music Publishing LLC |
| »Dramatic«                  | Neznano                                                                                          | - Nameravali vključiti na album Blackout (2007), vendar nazadnje ni izšel preko slednjega - Marca 2008 so duet verzijo te pesmi s Heidi Montag poslali Ryanu Seacrestu, ki jo je premierno predvajal v svoji radijski oddaji On Air with Ryan Seacrest. Oboje, založba Jive Records in predstavniki Heidi Montag so zanikali, da so vedeli za posnetek. - Objavljeno 16. aprila 2010 |
| »Every Day«‡                | Xandy Barry Wally Gagel Britney Spears                                                           | - Objavila podjetja Laurel Street Music Inc, Production Club Music in Universal Music Corporation |
| »Fed-Ex«‡                   | David Shakur Burke-Green                                                                         | - Registriralo podjetje ASCAP z neznanimi avtorji. |
| »Follow Me«†                | Henrik Jonback Britney Spears Bloodshy & Avant                                                   | - Napisana za njeno sestro Jamie Lynn Spears kot uvodno pesem za serijo Zoey 101 - Demo verzija pesmi Britney Spears uradno obstaja - Objavili podjetji Britney Spears Music in Universal Music Z Songs |
| »Follow My Fingers«         | Cathy Dennis Freescha Nicole Morier Britney Spears                                               | - Objavila podjetja Britney Spears Music, Hawk Arm Music, Sizzlegodlessgod Music in Universal Music Z Songs - Leta 2010 registriralo podjetje United States Copyright Office |
| »For My Sister«             | Nepoznano                                                                                        | - Odlomek pesmi objavljen 7. aprila 2006 na uradni spletni strani Britney Spears. - Nameravali vključiti v album Blackout (2007), vendar ga nazadnje niso |
| »Graffiti My Soul«*         | Brian Higgins Miranda Cooper Lisa Cowling Tim Powell Peplab                                      | - Produciral Xenomania. - Demo verzija te pesmi Britney Spears uradno obstaja - Nameravali vključiti v album In the Zone (2003), vendar ga nazadnje niso - Kasneje ponovno posneta za glasbeno skupino Girls Aloud za album What Will the Neighbours Say? (2004) |
| »Grow«‡*                    | Steve Anderson Lisa Greene Britney Spears                                                        | - Steve Anderson jo je opisal kot »elektronsko balado« - Nameravali vključiti v album Blackout (2007), vendar je nazadnje niso izdali preko slednjega - Objavilo podjetje Universal Polygram International Publishing Inc |
| »Guilty«†                   | Joseph Belmatti Cutfather Balewa Muhammad Britney Spears                                         | - Objavilo podjetje Warner-Tamerlane Publishing Corp |
| »Hooked On«†‡               | Pharrell Williams                                                                                | - Objavilo podjetje EMI Blackwood Music Inc in Songs for Beans |
| »It's Britney Spears Baby«† | Wade Robson                                                                                      | - Objavilo podjetje Wajero Sound |
| »Like I'm Fallin'«‡         | Michelle Bell Britney Spears                                                                     | - Objavilo podjetje Elleganza Music Publishing in Universal Music Corporation |
| »Look Who's Talking Now«    | Michelle Bell Britney Spears Bloodshy & Avant                                                    | - Pod naslovom Look Who's Talking posnela glasbena skupina BoA za svoj prvi angleški glasbeni album, BoA (2009) - Demo verzija Britney Spears potrjeno obstaja - Objavilo podjetje Britney Spears Music in Universal Music Z Songs - Leta 2010 registriralo podjetje United States Copyright Office                                                                                  |
| »Mad Love«                  | Neznano                                                                                          | - Verzija pesmi »Darkest Night« glasbene skupine Lafayette Afro Rock Band - Objavljeno 29. julija 2010 |
| »Money Love and Happiness«‡ | Michelle Bell Britney Spears RedOne Nanna Kristiansson                                           | - Objavili podjetji Elleganza Music Publishing in Universal Music Corporation |
| »My Big Secret«†            | Chad Hugo Pharrell Williams                                                                      | - Objavili podjetji EMI Blackwood Music Inc in Songs for Beans |
| »Ouch«‡                     | Michelle Bell Britney Spears Nanna Kristiansson                                                  | - Objavili podjetji Elleganza Music Publishing in Universal Music Corporation |
| "oison‡                     | David Shakur Burke-Green                                                                         | - Registriralo podjetje ASCAP z neznanimi avtorji. |
| »Pulse«‡                    | Joseph Belmatti Cutfather Remee Lorne Tennant                                                    | - Objavilo podjetje Chrysalis Music |
| »Rebellion«                 | Neznano                                                                                          | - Odlomek so oktobra leta 2006 objavili na uradni spletni strani Britney Spears. - Nameravali izdati preko albuma Blackout (2007), vendar pesme nazadnje niso vključili nanj |
| »Rockstar«‡                 | Penelope Magnet Thabiso Nikhereanye Britney Spears Christopher Stewart                           | - Objavilo podjetje 7 Syllables Music, Marchninenth Music, Songs of Peer LTD in Tabulous Music |
| »She'll Never Be Me«‡       | Alex Greggs Brad Daymond Britney Spears Justin Timberlake                                        | - Objavilo podjetje Tennman Tunes |
| »Sippin' On«‡               | Penelope Magnet Thabiso Nikhereanye Britney Spears Christopher Stewart                           | - Vključevala raperja AC-ja - Nameravali izdati preko albuma Blackout (2007), vendar pesme nazadnje niso vključili nanj - Alternativno poznana kot »What Ya Sippin On« - Objavila podjetja 7 Syllables Music, Marchninenth Music, Songs of Peer LTD in Tabulous Music |
| »State of Grace«‡*          | Steve Anderson Lisa Greene Steve Lee                                                             | - Nameravali izdati preko albuma Blackout (2007), vendar pesme nazadnje niso vključili nanj - Pod naslovom »Entre Nous Et Le Sol« za svoj drugi glasbeni album, Caféine (2009), posnel Christophe Willem - Objavilo podjetje W B Music Group |
| »Take Off«‡                 | Michelle Bell Britney Spears Bloodshy & Avant                                                    | - Objavili podjetji Elleganza Music Publishing in Universal Music Corporation |
| »Take the Bait«†            | Marcella Araica Nate »Danja« Hills Ezekiel Lewis Balewa Muhammad Candice Nelson Patrick M. Smith | - Objavili podjetji Christopher Matthew Music in Hitco Music |
| »Telephone«*                | Lady Gaga Rodney Jerkins                                                                         | - Nameravali so jo vključiti v album Circus (2008), vendar nazadnje ni izšla preko slednjega - Lady Gaga je pesem posnela skupaj Beyoncé za njen tretji EP, The Fame Monster (2009). - Izdana 3. maja 2010 |
| »Today«                     | Darren Wittington                                                                                | - Originalno posnela Toni Braxton, vendar ni izšla preko njenega drugega albuma Secrets (1996), na katerega so jo želeli vključiti - Britney Spears je pesem posnela leta 1997, njen menedžer Larry Rudolph pa jo je predstavil različnim založbam |
| »To Love Let Go«†           | Tom Craskey Britney Spears Devo Springsteen                                                      | - Alternativno poznana kot »Let Go« - Objavila podjetja Britney Spears Music, Craskey Music, Grown Your Own Music in Universal Music Z Songs - Leta 2008 registriralo podjetje United States Copyright Office |
| »Untitled Lullabye«†        | William Anderson Britney Spears                                                                  | - Alternativno poznana kot »Untitled/Lullabye« - Objavila podjetja Britney Spears Music, Delightful Music LTD, Universal Music Z Songs in Warner-Tamerlane Publishing Corp - Leta 2008 registriralo podjetje United States Copyright Office |
| »Welcome to Me«†            | Wade Robson Britney Spears Carole Bayer Sager                                                    | - Objavili podjetji Carol Bayer Sager Music in Wajero Sound |
| »When I Say So«†            | Brian Kierulf Joshua M. Schwartz Britney Spears BT                                               | - Nameravali so ga izdati preko albuma Britney (2001), a ga nazadnje niso - Alternativno poznano kot »Till I Say So« - Objavljeno 29. julija 2010 - Objavila podjetja Britney Spears Music, Chrysalis One Songs LLC, Emotech Music, Kierulf Songs, Mugsy Boy Publishing in Universal Music Z Songs - Leta 2004 registriralo podjetje United States Copyright Office                  |
| »Whiplash«‡                 | Britney Spears Nicole Morier Gregory Kurstin                                                     | - Posnela pop pevka Selena Gomez s svojo glasbeno skupino The Scene - Objavilo podjetje Kurstin Music |
| »Wonderland«†               | Jimmy Harry Balewa Muhammad Reza Safinia Sheppard Solomon Britney Spears                         | - Objavilo podjetje Irving Music |